# D'Anthony Smith
D'Anthony Smith (Berlino Ovest, 9 giugno 1988) è un giocatore di football americano statunitense che milita nel ruolo di defensive tackle nella National Football League (NFL). Fu scelto nel corso del terzo giro (74º assoluto) del Draft NFL 2010 dai Jacksonville Jaguars. Al college ha giocato a football alla Louisiana Tech University.

## Carriera professionistica

### Jacksonville Jaguars
Smith fu scelto nel corso del terzo giro del Draft NFL 2010 dai Jacksonville Jaguars ma passò entrambe le sue due prime stagioni in lista infortunati. Debuttò come professionista nella prima gara della stagione 2012 contro i Minnesota Vikings. Fu nuovamente inserito in lista infortunati il 28 novembre 2012, concludendo la sua annata con 8 presenze e 10 tackle.

### Seattle Seahawks
Il 31 agosto 2013, Smith fu scambiato coi Seattle Seahawks per una scelta del draft non comunicata.

## Palmarès

### Franchigia
- Super Bowl : 1

Seattle Seahawks: Super Bowl XLVIII
- National Football Conference Championship: 1

Seattle Seahawks: 2013, 2014

## Statistiche
| Partite totali      | 10 |
| Partite da titolare | 0  |
| Tackle              | 15 |
| Sack                | 0  |
| Intercetti          | 0  |

Statistiche aggiornate alla stagione 2014